# Таман-хан
Таман-хан (кит. упр. 泥厥處羅可汗, пиньинь nijuechuluokehan, палл. Ницзюэчуло кэхань, личное имя кит. упр. 阿史那达曼, пиньинь ashinataman, палл. Ашина Тамань), также — Даман или Нигю Чулохан Даман — каган Западно-тюркского каганата с 604 года. 
Таман-хан вступил на престол в малолетнем возрасте, ещё вряд ли умея ходить. Он родился незадолго до гибели своего отца. Таман-хан представлял племенной союз Дулу. Его мать, китаянка, вскоре вышла замуж за Поши-дэлэ и уехала с ним в Китай. Таман-Хан поселился в усуньской земле (у озера Иссык-Куль, река Или). Он назначил двух младших ханов, одного на север в Шиго, другого на юг в Куча. Постепенно каган (скорее, его советники) обустроил Западный Каганат. Были назначены чиновники, как в восточном каганате, проводились жертвоприношения в пятую и восьмую луну. На Алтае была пещера, где приносили жертву духам предков Ашина.
В 605 восстали телесцы и разбили войска кагана. Пэй Цзюй, китайский посол в Дунхуане, рекомендовал Суй Ян-ди направить послов к Таман-хану. Прибыл Цуй Цзюньсу, каган отказался встать перед ним. Цуй Гюньсу стал угрожать кагану войной и казнью матери кагана Сянь-ши, и испуганный каган принял грамоту на коленях. Цуй Цзюньсу передал приказ императора напасть на Тогон, каган обещал исполнить.
К 610 году Суй Ян-ди засомневался в преданности Таман-хана и решил свергнуть его, используя Шегуй-Хана. Претендент на каганский престол Шегуй-хан из племенного союза Нушиби начал войну против Таман-хана и одержал победу в 612 году. Таман-хан бежал в Китай. После смерти Шегуй-хана 618 году Таман-хан был убит китайцами по приказу восточных тюрков.